# El moliner i l'escura-xemeneies
El moliner i l'escura-xemeneies (títol original The Miller and the Sweep) és una comèdia britànica, de cinema mut i en blanc i negre, de l'any 1898, dirigida per George Albert Smith. Presenta un moliner, que porta una bossa de farina, i que lluita amb un escura-xemeneies, el qual duu una bossa de sutge, just abans que una multitud de gent els empaiti i els faci fora. La pel·lícula, segons Michael Brooke de BFI Screenonline, "era una de les primeres pel·lícules que va fer G.A.Smith, poc després d'haver adquirit una càmera," i també, "una de les primeres pel·lícules en mostrar una clara consciència del seu impacte visual quan era projectada."

## Trama
Un moliner està portant un sac de farina del seu molí quan, accidentalment, xoca amb un escura-xemeneies que està portant un sac de sutge. El dos inicien una baralla, i durant el transcurs de la lluita, el moliner queda cobert de sutge i l'escura-xemeneies queda cobert de farina. L'escura-xemeneies empaita el miller fora de camp. Acte seguit, una multitud petita d'adults i nens apareix inesperadament des de la dreta de la pantalla per empaitar-los als dos. La pel·lícula acaba quan la multitud surt del pla.

## Producció i estrena
El moliner i l'escura-xemeneies va ser una de les primeres produccions de George Albert Smith, un any després d'haver-se construït la seva primera càmera de vídeo. Es va filmar en una sola presa el 24 de juliol de 1897, davant del Race Hill Mill als South Downs, al nord de Brighton Racecourse, i després es va tornar filmar el 24 de setembre - la versió que ha sobreviscut és probablement aquesta última. Aquestes dues versions són esmentades dins del llibre de comptes del propi director, però no hi ha cap esment a la venta de la primera versió del Juliol. El més probable és que la pel·lícula fos assajada abans de ser filmada, era la manera habitual de George Albert Smith de treballar les pel·lícules de ficció. Els noms dels actors són desconeguts, igual que en la majoria de pel·lícules de l'època, i no és clar si eren actors professionals, intèrprets de sales de música, comediants, o simplement aficionats.
La versió de setembre de la pel·lícula va estar disponible per a la venda durant quinze dies després de la seva filmació, i la primera setmana d'octubre se'n van vendre dues còpies.

## Anàlisi
El moliner i l'escura-xemeneies utilitza un tòpic popular a les sales de música del 1880, les "trobades entre homes blancs i negres", utilitzant un moliner (el color blanc de la farina) i un escura-xemeneies (el color negre del sutge). George Albert Smith utilitza el mateix tòpic l'any 1898 a la pel·lícula The Baker and the Sweep, igual que altres directors, com James Williamson a Washing the Sweep (1899) o Robert W. Paul a Whitewash and Miller (1898). Sovint, "el negre" i "el blanc" es farien competència l'un amb l'altre per l'amor d'una dona, tot i que G.A.Smith va evitar aquest element romàntic en les seves pel·lícules. D'altra banda, un esbós còmic popular a Anglaterra a la dècada de 1880 va ser "The Sweep and the Miller", interpretat pel professor Daltrey i el caporal Higgins. En aquest cas, els dos pretendents intenten cortejar una criada, provocant una baralla entre ells. De manera més general, la violència còmica entre els estereotips de la classe treballadora també va ser una característica de les produccions de "music hall" victorianes, que esdevindria important en les primeres comèdies cinematogràfiques.
La pel·lícula també ofereix un primer exemple d'una persecució en pantalla, un tòpic que esdevindria especialment popular a partir de 1903, en una tendència impulsada per produccions britàniques com A Daring Daylight Burglary i Desperate Poaching Affray. L'historiador de cinema Stephen Bottomore afirma que, amb aquest treball, "Smith va ajudar a inventar les pel·lícules de persecució", oferint un "model per a les persecucions en nombroses pel·lícules britàniques dels anys següents".

## Estat actual
La pel·lícula ha sobreviscut íntegrament, i el British Film Institute l'ha posat a disposició per a la seva visualització al seu lloc web Screenonline. Un clip d'aquesta pel·lícula apareix a la guia interactiva de Paul Merton sobre les primeres comèdies mudes britàniques How They Laughed. La pel·lícula s'ha inclòs en almenys dues col·leccions de DVD modernes: Early Cinema: Primitives and Pioneers, publicat el 2005 pel BFI, i The Movies Begin: A Treasury of Early Cinema, 1894-1913, publicat per Kino International el 2002.